# Zvi Arad
Pour les articles homonymes, voir Arad.
Zvi Arad (hébreu : צבי ארד, 16 avril 1942, à Petah Tikva, Palestine mandataire - 4 février 2018, à Petah Tikva, Israël) est un mathématicien israélien, président par intérim de l'Université Bar-Ilan et président du Collège universitaire de Netanya,.

## Biographie
Zvi Arad commence ses études universitaires au département de mathématiques de l'université Bar-Ilan. Il obtient son premier diplôme en 1964 et après le service militaire, il obtient un deuxième et un troisième diplôme au département de mathématiques de l'Université de Tel Aviv.
En 1968, Arad rejoint l'Université Bar-Ilan en tant qu'assistant et en 1983 est nommé professeur titulaire. Au cours des années 1978-1979, il occupe le poste de chercheur invité à l'Université de Chicago et, de 1982 à 1983, celui de professeur invité à l'Université de Toronto.
Arad occupe divers postes universitaires de haut niveau à l'Université Bar-Ilan. Il est président du département de mathématiques et d'informatique, doyen de la faculté des sciences naturelles et de mathématiques, recteur et président de l'université (succédant à Ernest Krausz, puis à Shlomo Eckstein). Avec le professeur Bernard Pinchuk, il fonde le Gelbart Institute, un institut de recherche international nommé en l'honneur d'Abe Gelbart, et l'Emmy Noether Institute (Minerva Center). Avec ses collègues, il crée une revue, les actes de la conférence de mathématiques d'Israël, distribuée par l'American Mathematical Society (AMS). De 1984 à 1985, il est membre du Conseil de l'enseignement supérieur de l'État d'Israël. En 1982, il est élu membre de l'Académie russe des sciences naturelles.
À partir de 1994, il siège au comité de rédaction de l'Algebra Colloquium, une revue de l'Académie chinoise des sciences publiée par Springer-Verlag. Il siège également au comité de rédaction de diverses publications internationales : South East Asian Bulletin of Mathematics of the Asian Mathematical Society, l'IMCP of Contemporary Mathematics publié par l'American Mathematical Society et la publication Cubo Matemática Educacional, Temuco, Chili.
Il initie de nombreux accords de coopération avec des universités et des institutions du monde entier, notamment des instituts universitaires de l'ex-Union soviétique, des universités et des centres de recherche en Amérique, au Canada, en Allemagne, au Royaume-Uni, en Italie, en Russie, en Chine, en Afrique du Sud.
Il est membre de la première délégation officielle d'Israël en ex-URSS, sous la direction du président Ezer Weizman. Dans une allocution officielle, le président Mikhaïl Gorbatchev mentionne les contributions du professeur Arad à l'établissement de communications scientifiques entre Israël et l'ex-URSS.
Le journal Haaretz (21 janvier 1998) le décrit comme l'un des pionniers de la réforme de l'enseignement supérieur en Israël. L'Encyclopaedia Hebraica répertorie Zvi Arad comme "remplissant un rôle clé dans le développement et l'avancement de l'Université Bar-Ilan et dans la création des collèges régionaux de l'Université à Safed, Ashkelon et la vallée du Jourdain)."
En 1994, à la demande des maires de la ville de Netanya, Yoel Elroi et Zvi Poleg, Arad crée le Collège universitaire de Netanya. Il est président du collège pendant 24 ans.
Avec son collègue le professeur Marcel Herzog, Arad écrit Products of Conjugacy Classes, publié par Springer-Verlag. Le livre facilite la base de l'établissement de la théorie mathématique et fait aujourd'hui partie de la branche de l'algèbre abstraite connue sous le nom d'algèbres de table, et est attachée aux branches centrales des mathématiques : théorie des graphes, combinaisons d'algèbres et présentation de la théorie. Arad co-écrit deux autres livres sur le sujet de l'algèbre des tables. En 2000, son livre est publié dans la série American Mathematical Society Memoirs et en janvier 2002, un autre livre sur les algèbres de table est publié dans la publication internationale Springer. Arad est l'éditeur de Contemporary Mathematics, Volume 402.